# Psychotria induta
Psychotria induta är en måreväxtart som beskrevs av William Grant Craib. Psychotria induta ingår i släktet Psychotria och familjen måreväxter. Inga underarter finns listade i Catalogue of Life.